# Concesiones de Nuevo Hampshire
Las Concesiones de Nuevo Hampshire (en inglés New Hampshire Grants) es el nombre que en el Período Colonial Británico en Norteamérica recibieron los territorios que forman la mayor parte del actual Estado de Vermont, en Estados Unidos. También son denominadas Concesiones de Benning Wentworth (Benning Wentworth Grants) o, simplemente Concesiones (Grants).

## Poblamiento británico
El primer asentamiento de colonos británicos en el territorio, data de 1724 en Fuerte Dummer (cerca de la actual Brattleboro) en la orilla del río Connecticut, sostenido por las colonias de Massachusetts y Nuevo Hampshire como puesto avanzado contra el Imperio Francés en América y los pueblos nativoamericanos de la zona.
El fin de la guerra de los Siete Años — en Norteamérica conocida como guerra franco-india — y la firma del Tratado de París de 10 de febrero de 1763, acabó con la presencia francesa en el noreste de América, abriendo, en principio, los nuevos territorios de las Montañas Verdes a la colonización de origen británico.
Los asentamientos se poblaron con colonos provenientes de, principalmente, Connecticut, Massachusetts, Rhode Island, Nuevo Hampshire y Nueva York.

## Disputas por el dominio del territorio en elPeríodo Colonial

### El principio del conflicto: Concesiones de Massachusetts
La mayoría de los primeros colonos venían de Massachusetts — aunque pronto seguidos por colonos desde Connecticut —, lo que derivó en que tempranamente, el gobierno de esa colonia hicieran concesiones garantizadas, situación rápidamente recurrida por Nuevo Hampshire y Nueva York, que reclamaban su jurisdicción exclusiva sobre la región.
Los reclamantes se remitían a diferentes cuestiones legales:
- Massachusetts se basaba en la Carta de Concesión de la integrada Colonia de la Bahía de Massachusetts que comprendía la mayoría de las tierras al oeste del río Connecticut.
- Nueva York reclamaba sus derechos basándose en la Concesión de marzo de 1664 de la Colonia Propietaria de Nueva York al Duque de York.
- Nueva Hampshire se basaba en el Decreto de nombramiento como Gobernador Real de Benning Wentworth en 1741 por Jorge II en cuya encomienda iba desde el río Merrimack hasta encontrarse con las otras gobernaciones reales, según las instrucciones que portaba.[6]

|  |  |  |

### El recrudecimiento del conflicto: las Concesiones de Nueva Hampshire
En 1741, Benning Wentworth procedió a la organización administrativa de los asentamientos de colonos. A tal fin, considera que los límites de su gobernación incluyen el territorio delimitado por la extensión al Norte de la línea divisoria entre Nueva York, Massachusetts y Connecticut — una línea a 32 km. Este del río Hudson — podía extenderse hacia el Norte. 
Así, en 1749 garantizó la primera de las “Concesiones de Nuevo Hampshire” (“New Hampshire Grants”), a amigos y dependientes, en la zona de la futura Bennington.
Inmediatamente empezaron la reclamaciones por parte de Nueva York, cuyo Gobernador, George Clinton protestó inmediatamente y señaló a Wentworth que el territorio neoyorquino llegaba hasta el río Connecticut, por lo que no podía emitir concesiones en la zona. Wentworth se remitió a la intervención de la Corona británica, pero el inicio de la guerra franco-india en 1754 paralizó momentáneamente la querella.
Sin embargo, la toma por las fuerzas británicas de los fuertes Ticonderoga y Crown Point en 1759 hizo que Wentworth retomara la política de concesiones, y su confirmación como Gobernador Real por el Jorge III el 20 de agosto de 1761 le reafirmó en su política de concesiones, llegando hasta las 131.
La firma del Tratado de París de 10 de febrero de 1763, acabó con la presencia francesa en el noreste de América, abriendo, en principio, los nuevos territorios de las Montañas Verdes a la colonización de origen británico, con lo que los litigios de límites entre las colonias se reanudaron y las disputas entre las colonias de las Provincias Reales de Nueva York y Nuevo Hampshire por la posesión del territorio, conocido como las “Concesiones de Nuevo Hampshire” (New Hampshire’s Grants) o, simplemente, las “Concesiones” (The Grants) desde 1764, provocaron un cierto vacío de legalidad

### La intervención de Nueva York
Sin embargo, el 20 de julio de 1764, el Parlamento británico falló a favor de Nueva York, estableciendo el límite noreste de Nueva York en el río Connecticut. En consecuencia:
- se declararon nulas las concesiones de Wentworth;
- se estableció la necesidad de convalidación — y nuevo pago de las tasas — de las concesiones previas a la jurisdicción de Nueva York.[6][4][7]

El 26 de julio de 1764, las Concesiones se somete legalmente a Nueva York.
Inmediatamente, Nueva York intentó hacer valer el fallo e intentó establecer su administración, lo que provocó la resistencia de aquellos que tenían propiedades garantizadas según los términos de las Concesiones de Nueva Hampshire. 
En 1765, los agrimensores enviados por Nueva York para realizar un nuevo catastro, empezaron a exigir el pago de impuestos para legalizar su situación.
Mientras tanto, la competencia entre los promotores, vendedores y tenentes de terrenos de Nueva York y Nuevo Hampshire empezó con ventaja para los segundos, más presentes en el territorio.
La oposición de los colonos ya establecidos se canalizó en 1767 con una Petición al rey Jorge III para que se les concediera la exención de pagos, ya que ya lo habían hecho a Nuevo Hampshire, lo cual les es aceptado.
Sin embargo, en 1769, Nueva York reanuda el envío de agrimensores, numerosos colonos, procedentes mayoritariamente de las colonias de Connecticut, Massachusetts, Rhode Island, Nuevo Hampshire y Nueva York, se resistieron a reconocer dicha autoridad.
La tensión estalló en 1770, cuando una sesentena de colonos apresaron a los agrimensores en la granja de James Breakenbridge. El caso se elevó a la Corte Suprema de Nueva York en Albany, presidida por Robert R. Livingston (poseedor de títulos de concesión neoyorquinos). Para representarles, los colonos eligieron un Comité, conocido como los “Nueve de Bennington”, encabezados por Ethan Allen.
La Corte de Albany rechazó la validez de los títulos de Nueva Hampshire, pese a la Ordenanza Real.

### Ethan Allen y la aparición de losGreen Mountain Boys
La resistencia violenta a las autoridades neoyorquinas cristalizó ese mismo 1770 en él, denominado por las autoridades neoyorquinas, “El Motin de Bennington” (The Bennington Mob”), que deriva en la creación de la milicia paramilitar de los Green Mountain Boys, unos 200 colonos liderados por Ethan Allen, flanqueado por su hermano Ira Allen, su primo Seth Warner y Remember Baker, con base en Bennington y que se convirtió en el gobierno de facto de la zona en litigio, y que agrupaba principalmente a colonos provenientes de Nueva Hampshire.
Aunque que la milicia tendría una destacada actuación en la Revolución Americana, las actuaciones iniciales de los Green Mountain Boys consistieron en acciones violentas como el asalto a las oficinas de registro neoyorquinas, a los oficiales provinciales, a los colonos que aceptaban la autoridad de Nueva York y expulsando a los colonos enviados por las autoridades de Nueva York a través de la Compañía Escocesa-Americana de Tierras (Scottish-American Land Company) a partir de 1772 y nuevamente en 1774.
En 1771 los agrimensores neoyorquinos resultan expulsados y los colonos expulsados recuperan, con el apoyo de los Green Mountain Boys, sus tierras. El Gobernador de Nueva York, John Murray, 4.º Conde de Dunmore, declara a Ethan Allen y sus hombres fuera de la ley y ofreciendo una recompensa por su captura; Allen replica con la instauración de una recompensa por los oficiales neoyorquinos apresados.
El conflicto continúa, hasta la casi completa expulsión de los colonos venidos de Nueva York y la Provincia de Nueva Jersey, aunque se dieron nuevos mepisodios violentos en marzo de 1775, cuando un juez enviado por Nueva York se instala en Westminster, lo que desemboca en el asalto al juzgado y “La Matanza de Westminster” (“Westminster Massacre”) — aunque sólo murieron dos personas, Daniel Houghton y William French.
Solamente el estallido de la Revolución Americana limitará nuevos estallidos violentos, aunque no parará el proceso secesionista.

## LaRevolución Americana

### Camino hacia la Independencia
El 12 de diciembre de 1775 una Convención reunida en Windsor, en el condado de Cumberland, aboga por la constitución de la Provincia de Vermont, separada de las de Nueva York y Nuevo Hampshire. Arranca el proceso que acabará en la Declaración de Independencia del territorio con el nombre inicial de “República de Nueva Connecticut”.

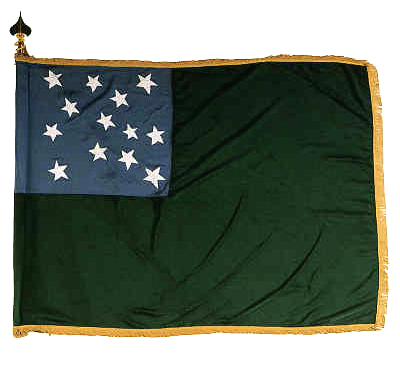
Bandera de infantería de la Milicia Revolucionaria de Vermont

La Asamblea se traslada a Dorset, en el establecimiento de Cephas Kent. La Primera Convención de Dorset, celebrada el 26 de julio de 1775 toma las primeras decisiones para organizar un ejército, eligiendo a Seth Warner como Coronel de la Milicia Revolucionaria de Vermont (ampliamente basada en los Green Mountains Boys).
La Segunda Convención de Dorset, celebrada entre el 16 de enero y el 17 de enero de 1776, resolvió la constitución del territorio, por unanimidad, como Distrito separado de Nueva York y Nuevo Hampshire y declara que la siguiente Convención tendría el carácter de sesión del Congreso territorial.
El 24 y 25 de julio de 1776, la Tercera Convención de Dorset — que funge como segunda sesión del Congreso Independiente de Vermont — aprueba la colaboración con las Trece Colonias insurrectas.
El paso definitivo para la independencia se da en la Cuarta Convención de Dorset — que funge como tercera sesión del Congreso Independiente de Vermont —, realizada entre el 24 de septiembre y el 28 de septiembre de 1776, cuando se proclama el territorio como Distrito Independiente. Paralelamente, el 25 de septiembre, por instigación de Seth Warner, se decide apoyar a Nueva York contra los británicos y subordinar la Milicia Revolucionaria al Ejército Continental.

### La Guerra
Ante las noticias de los choques entre los colonos insurgentes y las tropas británicas el 19 de abril de 1775 en Lexington, los habitantes de Las Concesiones decidieron actuar.

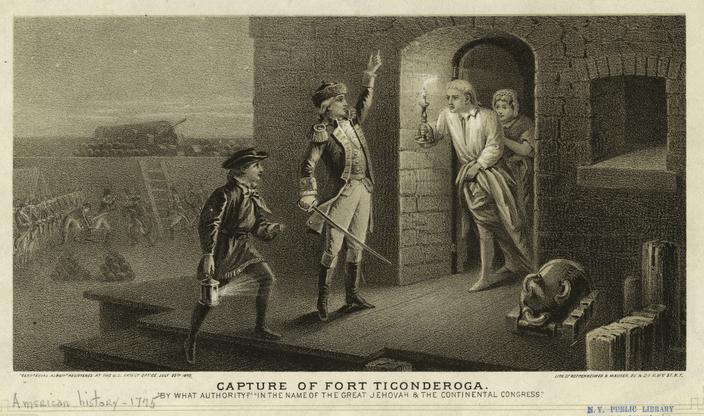
Rendición del Fuerte Ticonderoga a Ethan Allen.

Así, el 7 de mayo de 1775 se concentraron 270 colonos (46 pertenecientes a los Green Mountain Boys) en una Asamblea en Castetlon convocada por Ethan Allen, decidiendo ocupar los Fuertes de la zona. Aunque el Capitán Benedict Arnold, comisionado por el Comité de Seguridad de Cambridge Massachusetts reclamó el mando, los voluntarios prefirieron a Allen.
El 10 de mayo de 1775 los voluntarios bajo Ethan Allen ocuparon el Fuerte Ticonderoga, y el 12 de mayo de 1775, bajo Seth Warner, hicieron lo propio con el Fuerte Crown Point — hoy en el condado de Essex, en el Estado de Nueva York. —. 
En junio de 1775, Ethan Allen intenta la recluta de canadienses descontentos y grupos indios, aunque sin una comisión oficial y con escaso éxito. 
Sin embargo sigue con la idea de una campaña norteña, y el 25 de septiembre de 1775 ataca Montreal, pero fracasa y es cogido prisionero
La colaboración con los insurgentes de la Trece Colonias se aprueba entre el 24 de mayo y el 25 de mayo de 1776.
Por instigación de Seth Warner, el 26 de septiembre de 1776, se decide apoyar a Nueva York contra las tropas británicas y subordinarse al Ejército Continental, en una maniobra para evitar la presencia de tropas foráneas.
Sin embargo, el Segundo Congreso Continental no admitirá a Vermont (ya como República de Nueva Connecticut), por la oposición de Nueva Hampshire y Massachusetts y el veto de Nueva York el 30 de junio de 1777, ya que consideraron preferible mantener los límites territoriales marcados por Gran Bretaña.
El 7 de julio de 1777 los Green Mountain Boys —como tropas de la República de Nueva Connecticut— se destacan en las batalla de Hubbardton y su contribución fue decisiva en la batalla de Bennington, en la que el 16 de agosto de 1777, tropas de Nueva Hampshire, Massachusetts y los Green Mountain Boys —como tropas de la República de Vermont— derrotaron a las británicas, y que fue clave para la intervención francesa en el conflicto. Sin embargo, la nueva República independiente tendrá su propia política.

## Cronología
- 18 de marzo de 1629/1628 J: Carta de concesión de la Colonia de la Bahía de Massachusetts.
- marzo de 1664 1663 Calendario Juliano: Carta de Concesión de la Colonia Propietaria de Nueva York.
- 1724: asentamiento colonial británico en Fuerte Dummer.
- 1741: Benning Wentworth Gobernador Real de la Provincia de Nuevo Hampshire.
- 1749: primera Concesión de Nuevo Hampshire.
- 20 de agosto de 1761: Benning Wentworth confirmado como Gobernador. Reinicio de las concesiones.
- 20 de julio de 1764: el Parlamento británico cede las Concesiones a Nueva York.
- 1765: agrimensores de Nueva York en Nueva Hampshire.
- 1767: Petición al rey Jorge III para la exención de pagos a los colomnos ya establecidos.
- 1769: Nueva York reanuda el envío de agrimensores.
- 1770: apresamiento de agrimensores en la granja de James Breakenbridge.
- 1770: “El Motin de Bennington” y creación Green Mountain Boys.
- 1771: expulsión de agrimensores. Ethan Allen fuera de la ley. Recompensas por los agrimensorwes capturados.
- 1772: Nueva York envía colonos por medio de la Scots American Land.
- 1774: Nueva York vuelve a enviar colonos por medio de la Scots American Land.
- marzo de 1775: La Matanza de Westminster.
- 7 de mayo de 1775: Asamblea en Castetlon: Decisión de ocupar Fuerte Ticonderoga y Fuerte Crown Point.
- 10 de mayo de 1775: Ethan Allen — y Benedict Arnold — ocupan el Fuerte Ticonderoga.
- 12 de mayo de 1775: Seth Warner ocupa el Fuerte Crown Point.
- junio de 1775: Ethan Allen intenta la recluta de canadienses descontentos y grupos indios.
- 25 de septiembre de 1775: Ethan Allen ataca Montreal, pero fracasa y es cogido prisionero.
- 26 de julio de 1775: Primera Convención de Dorset: Seth Warner Coronel de la Milicia Revolucionaria de Vermont.
- 12 de diciembre de 1775: Convención de Windsor: aboga por la constitución de la Provincia de Vermont.
- 16 de enero y el 17 de enero de 1776: Segunda Convención de Dorset: constitución del Distrito, separado de Nueva York y Nuevo Hampshire. La siguiente Convención será sesión del Congreso territorial.
- 24 de mayo y 25 de mayo de 1776: se aprueba apoyar a las Trece Colonias.
- 24 de julio y 25 de julio de 1776: Tercera Convención de Dorset o segunda sesión del Congreso Independiente de Vermont:colaboración con las Trece Colonias insurrectas.
- 24 de septiembre y el 28 de septiembre de 1776: Cuarta Convención de Dorset o tercera sesión del Congreso: proclama el Distrito Independiente.
- 25 de septiembre de 1776: apoyo a Nueva York contra los británicos y subordinación de la Milicia Revolucionaria al Ejército Continental,
- 30 de junio de 1777: Nueva York veta la representación de la República de Nueva Connecticut en el Segundo Congreso Continental.
- 7 de julio de 1777: Batalla de Hubbardton.
- 16 de agosto de 1777: Batalla de Bennington.